# Pierre Molinéris
Pierre Molinéris (Niza, 21 de mayo de 1920 - Villard-de-Lans, 7 de febrero de 2009) fue un ciclista francés que fue profesional entre 1943 y 1955, consiguiendo 42 victorias durante estos años. 
Es el padre de Jean-Luc Molinéris, ciclista profesional entre 1971 y 1977.

## Palmarés
- 1943 
  - 1.º en la Saint Etienne-Le Puy
- 1944 
  - 1.º en el Premio de Saint-Chamond
- 1945 
  - Campeón del Loira
  - 1.º en el Gran Premio de la Liberación en Niza
  - 1.º en el Premio de Niza
- 1946 
  - 1.º en el Gran Premio de Vercors
  - 1.º en el Premio de Toulon
- 1947 
  - 1.º en la Niza-Puget-Théniers-Niza
  - 1.º en el Premio de Besançon
- 1948 
  - 1.º en el Circuito de las 6 Provincias
  - 1.º en el Tour del alta Saboya
  - 1.º en la Firminy-Roanne-Firminy
  - 1.º en la Niza-Puget-Théniers-Niza
  - 1.º en la Niza-Mont Agel
- 1949 
  - 1.º en el Premio de Grenoble
  - 1.º en la Poly en Lyon
  - Vencedor de una etapa del Critèrium del Dauphiné Libéré
- 1950 
  - 1.º en el Gran Premio del Neumático a Montluçon
  - 1.º en el Circuito de Mont Blanco
  - 1.º en el Circuito del Aulne
  - 1.º en el Premio de Moulins
  - 1.º en el Premio de Nantua
- 1951 
  - 1.º en la París-Saint Amand Montrond
  - 1.º en el Circuito de Morbihan
  - 1.º en el Premio de Thiers
- 1952 
  - Vencedor de una etapa al Tour de Francia
  - Vencedor de 2 etapas al Critèrium del Dauphiné Libéré
  - 1.º en la Ronda de Mónaco
  - 1.º en el Premio de Barcelonette
- 1953
  - Vencedor de una etapa de los Boucles de la Gartempe
  - 1.º en el Circuito del Ventor
  - 1.º en el Circuito de Mont Blanco
  - 1.º en el Gran Premio de Espéraza
  - 1.º en el Premio de Aurillac
  - 1.º en el Premio de Ussel
- 1954 
  - Vencedor de una etapa del Tour del Sudeste
  - 1.º en el Circuito de las Valle de Ossau
  - 1.º en el Premio de Commentry
  - 1.º en el Premio de Saint-Vallier
- 1955 
  - 1.º en el Circuito de Mont Blanco
  - 1.º en el Gran Premio del Neumático a Montluçon

### Resultados al Tour de Francia
- 1948. Abandona (14.ª etapa)
- 1949. Abandona (5.ª etapa)
- 1950. 36.º de la clasificación general
- 1951. Abandona (15.ª etapa)
- 1952. Abandona (18.ª etapa). Vencedor de una etapa
- 1953. 38.º de la clasificación general
- 1954. 59.º de la clasificación general
- 1955. Abandona (7.ª etapa)